# 户板女子短期大学
户板女子短期大学（日语：／ Toita Joshi Tanki Daigaku *），简称戸板，是一所位于日本东京都港区的私立短期大学。

## 概要

### 简介
- 学校最早可以追溯到1902年[1]。短期大学为于1950年开办[1]、由学校法人戸板学园经营。

### 历史
- 1950年 户板女子短期大学成立并同时设置服装科[注 4]、生活科、英文科、业余课程（第一部・第二部）。
- 1955年 第二部于 服装科[注 4][2]。
- 1965年 八王子校园成立[1]。
- 1979年 服装科[注 4]第二部招生最后[1][2]。
- 1984年 服装科[注 4]第二部停办[2]。
- 2000年 生活科变更为食物营养科、英文科变更为英语科[1]。
- 2001年 服装科[注 4]变更为服饰艺术科[1]。
- 2003年 专科食物营养专攻成立[1]。
- 2008年 专科食物营养专攻停办。

### 宪章
- 请参看户板女子短期大学的标志 （页面存档备份，存于） （日語） 2013年12月15日阅览。

## 学校环境
- 港校区：在东京都港区
  - 服饰艺术科、食物营养科、国际交流学科
- 八王子校区：在了东京都八王子：停办2004年。
  - 食物营养科、专科食物营养专攻

## 历任校长
- 青木あさ：第一代短期大学校长[3]。
- 吉川尚志：现在短期大学校长[4]

## 著名人和有关人员
- 菊池桃子：教员、访问学人

## 组织

### 学科
- 服饰艺术科
  - 第一部
  - 第二部[注 1]
- 食物营养科
- 国际交流学科[注 2]

### 专科
| - 食物营养专攻 |

### 业余课程
| - 已停办 |

### 附属机关
| - 图书馆 - 终身学习教育中心 |

## 知名校友
- 菊池桃子：女演员
- 松本伊代：女演员
- 冈田奈々：女演员
- 青田典子：女演员
- 筱原友惠：女演员、设计师、音乐制作人

## 相关链接
- 日本短期大学列表